# Caedicia chyzeri
Caedicia chyzeri är en insektsart som beskrevs av Bolívar, I. 1902. Caedicia chyzeri ingår i släktet Caedicia och familjen vårtbitare. Inga underarter finns listade i Catalogue of Life.